# Đội tuyển bóng đá quốc gia Bỉ
Đội tuyển bóng đá quốc gia Bỉ chính thức đại diện cho Bỉ tại các giải đấu bóng đá nam quốc tế kể từ trận đấu đầu tiên vào năm 1904. Đội tuyển thuộc thẩm quyền toàn cầu của FIFA và được quản lý ở Châu Âu bởi UEFA—cả hai tổ chức này đều được đồng sáng lập bởi cơ quan giám sát đội tuyển Bỉ, Hiệp hội bóng đá Hoàng gia Bỉ. Các giai đoạn đại diện thường xuyên của Bỉ ở cấp độ quốc tế cao nhất, từ 1920 đến 1938, từ 1982 đến 2002 và một lần nữa từ 2014 trở đi, xen kẽ với các vòng loại hầu như không thành công. Hầu hết các trận đấu trên sân nhà của Bỉ đều diễn ra tại Sân vận động Nhà vua Baudouin ở Bruxelles.
Đội tuyển quốc gia Bỉ tham gia ba giải đấu bóng đá lớn bốn năm một lần. Đội xuất hiện trong giai đoạn cuối của mười bốn Giải vô địch bóng đá thế giới và sáu Giải vô địch bóng đá châu Âu, đồng thời góp mặt tại ba giải đấu bóng đá Thế vận hội, bao gồm cả Giải bóng đá tại Thế vận hội Mùa hè 1920 mà họ đã giành được. Các màn trình diễn đáng chú ý khác là chiến thắng trước bốn nhà đương kim vô địch thế giới—Tây Đức, Brasil, Argentina và Pháp—từ năm 1954 đến năm 2002. Bỉ có sự cạnh tranh bóng đá lâu đời với các đối tác Hà Lan và Pháp, gần như năm nào hai đội cũng thi đấu với nhau từ năm 1905 đến năm 1967 .Quỷ đỏ được biết đến từ năm 1906; câu lạc bộ người hâm mộ của nó được đặt tên là "1895".
Trong sự nghiệp tuyển thủ quốc gia của tiền đạo Paul Van Himst, cầu thủ bóng đá người Bỉ được ca ngợi nhiều nhất trong thế kỷ 20, Bỉ đã về đích ở vị trí thứ ba với tư cách là chủ nhà tại Giải vô địch bóng đá châu Âu 1972. Sau đó, họ trải qua hai thời kỳ hoàng kim với nhiều cầu thủ tài năng. Trong giai đoạn đầu tiên, kéo dài từ những năm 1980 đến đầu những năm 1990, đội kết thúc với vị trí á quân tại Giải vô địch bóng đá châu Âu 1980 và hạng tư tại Giải vô địch bóng đá thế giới 1986. Ở giai đoạn thứ hai, dưới sự dẫn dắt của Marc Wilmots và sau đó là Roberto Martínez vào những năm 2010, Bỉ lần đầu tiên đứng đầu Bảng xếp hạng thế giới của FIFA vào tháng 11 năm 2015 và đứng thứ ba tại Giải vô địch bóng đá thế giới 2018. Cho đến nay, Bỉ là đội tuyển quốc gia duy nhất trên thế giới đứng đầu bảng xếp hạng FIFA mà không vô địch World Cup hay cúp châu lục (Tây Ban Nha đứng đầu bảng xếp hạng vào cuối năm 2008 mà không vô địch World Cup, nhưng đã giành chức vô địch châu Âu vào năm 1964 và 2008).

## Lịch sử
Bỉ có trận đấu chính thức đầu tiên vào ngày 1 tháng 5 năm 1904 là trận hoà 3-3 trước đội tuyển Pháp. Trước trận đấu này, đội tuyển chọn lọc của Bỉ có thi đấu vài trận, nhưng trong đội hình có một số cầu thủ Anh, do đó không được tính là trận đấu chính thức. Ví dụ Bỉ thắng Hà Lan 8-0 ngày 28 tháng 4 năm 1901 với sự có mặt của vài cầu thủ Anh. Sau trận đấu này, hai nước láng giềng Bỉ và Hà Lan có truyền thống một năm đấu 2 trận bắt đầu từ năm 1905, thường được tổ chức ở Antwerp và Rotterdam (sau chuyển sang Amsterdam). Vào thời điểm đó, đội tuyển Bỉ thường do 1 ban tuyển lựa quyết định gồm đại diện của 6 hoặc 7 câu lạc bộ lớn.
Biệt danh Những con quỷ đỏ của đội tuyển Bỉ do phóng viên Pierre Walckiers đặt cho sau trận thắng 3-2 trước Hà Lan (Rotterdam, 1906).
Hơn sáu thập kỉ sau, Bỉ trở thành một trong những đội bóng mạnh, tuy không vô địch các giải đấu lớn nhưng đối thủ không dễ vượt qua họ, kể cả ở sân nhà hay sân khách. Chìa khoá thành công của đội tuyển là việc sử dụng bẫy việt vị, một chiến thuật phòng ngự được phát triển trong thập niên 1960, ban đầu tại câu lạc bộ Anderlecht của huấn luyện viên người Pháp Pierre Sinibaldi.
Giai đoạn thập niên 1980 và đầu thập niên 1990 là thời gian mạnh nhất trong lịch sử của Bỉ. Thành tích cao nhất của họ trong giai đoạn này là á quân Euro 1980. Dưới sự chỉ đạo của huấn luyện viên dày dạn kinh nghiệm Guy Thys, người từng chỉ đạo hơn 100 trận đấu chính thức, Bỉ nổi tiếng là 1 đội tuyển tổ chức tốt, thể lực sung mãn, 1 đối thủ khó vượt qua.
Đội tuyển có những cầu thủ trình độ cao như thủ môn Jean-Marie Pfaff, hậu vệ phải Eric Gerets, tiền vệ Jan Ceulemans, và tiền vệ kiến thiết Enzo Scifo. Tuy có một vài trận đấu không tốt với các đối thủ yếu hơn, nhưng họ thường đấu hay khi gặp các đối thủ mạnh. Cho đến tận gần đây, năm 2002, các đội bóng hàng đầu thế giới cũng ngại chạm trán với Những con quỷ đỏ, thậm chí cả nhà vô địch World Cup 2002, đội tuyển Brasil cũng phải chật vật mới thắng Bỉ 2-0 ở trận đấu loại trực tiếp trong giải này. Tuy nhiên kể từ đó, đội tuyển Bỉ dần xuống phong độ, chưa tìm lại được danh tiếng thuở trước.
Sau khi thất bại tại vòng loại World Cup 2006 (lần đầu tiên sau 24 năm), huấn luyện viên Aimé Anthuenis không được gia hạn hợp đồng, và René Vandereycken thay thế Anthuenis từ 1 tháng 1 năm 2006. Tuy vậy ông cũng không đưa được đội tuyển Bỉ vượt qua vòng loại Euro 2008, chỉ xếp thứ 5 ở bảng đấu loại.
Bỉ hiện tại có hàng loạt cầu thủ chuyên môn như các tiền đạo Mirallas, Benteke, Lukaku, Batshuayi, các tiền vệ Fellaini, Witsel, Carrasco, Dembele, De Bruyne, Nainggolan, Mertens và Hazard. Hàng thủ thì có những Kompany, Vermaelen, Alderweireld, Vertonghen cùng các thủ môn Courtois và Mignolet.

## Thành tích tại các giải đấu quốc tế

### Giải vô địch thế giới
Sự xuất hiện của Bỉ tại giải vô địch thế giới (World Cup) phản ánh mức độ xuất hiện của tài năng ở trong nước tại từng thời điểm, giống như ở các đội tuyển Cộng hoà Séc, Hà Lan, hay Thụy Điển. Bỉ đã 6 lần liên tiếp vượt qua vòng loại World Cup (từ 1982 đến 2002), thành tích chỉ kém Ý (12 lần), Argentina (9) và Tây Ban Nha (8). Các đội tuyển khác có số lần vào vòng chung kết liên tục nhiều hơn không được tính do trong số đó có những lần không phải tham gia vòng loại vì là chủ nhà hoặc đương kim vô địch.
Thi đấu một cách nỗ lực ở World Cup, đội tuyển Bỉ đã vượt qua vòng đấu bảng 5 trong 6 lần tham dự từ 1982 đến 2002, trong đó có 4 lần liên tiếp. Một trong những chiến thắng đáng nhớ nhất của họ là trận thắng đương kim vô địch Argentina 1-0 tại trận khai mạc World Cup 1982 tại Camp Nou.
Bốn năm sau, họ có được thành tích tốt nhất ở World Cup trong lịch sử, khi xếp hạng 4 chung cuộc ở World Cup 1986 với những cầu thủ nổi bật như Jan Ceulemans, Eric Gerets và Jean-Marie Pfaff. Bỉ bất ngờ chiến thắng đội bóng được mến mộ Liên Xô với những hảo thủ như Igor Belanov, Rinat Dasayev... 4–3 sau 2 hiệp phụ ở vòng 2, sau đó là Tây Ban Nha ở tứ kết. Tuy nhiên Bỉ chịu khuất phục trước đội vô địch giải Argentina 0–2 ở bán kết. Tại trận tranh giải ba, Bỉ thua Pháp 2–4 sau hai hiệp phụ. Đội trưởng tuyển Bỉ, tiền vệ Jan Ceulemans là cầu thủ Bỉ đầu tiên được lựa chọn vào đội hình tiêu biểu của một World Cup.
Mặc dù bị loại ngay từ vòng 2, màn trình diễn của Bỉ tại World Cup 1990 được đánh giá còn tốt hơn 4 năm trước. Ở trận đấu loại trực tiếp, Bỉ chiếm ưu thế trước Anh, chỉ thua ở những phút cuối của hiệp phụ bởi bàn thắng của David Platt. Enzo Scifo nhận giải Cầu thủ trẻ xuất sắc nhất và cầu thủ xuất sắc thứ nhì sau Lothar Matthäus.
Tại World Cup 1994, Bỉ thua đương kim vô địch Đức tại vòng 2. Trận đấu đáng nhớ bởi 1 quyết định gây tranh cãi của trọng tài Kurt Röthlisberger. Bỉ không được 1 quả phạt đền khi Josip Weber bị chèn ngã trong vòng cấm. Michel Preud'homme được bầu là thủ môn xuất sắc nhất giải và có tên trong đội hình tiêu biểu.
Ở World Cup 1998, Bỉ cùng đội vô địch Pháp là 2 đội không thua 1 trận đấu nào. 3 trận hòa ở vòng bảng trước Hà Lan, Mexico và Hàn Quốc không đủ giúp họ vào vòng sau. Tại giải này Enzo Scifo và Franky Van Der Elst tham dự World Cup lần thứ 4, lập kỉ lục của Bỉ.
Bỉ khởi đầu World Cup 2002 không thật suôn sẻ, nhưng đội bóng tiến bộ qua từng trận đấu. Đội trưởng Marc Wilmots ghi bàn trong cả ba trận đấu vòng bảng. Ở vòng 2 họ gặp phải nhà vô địch của giải Brasil. Giống như năm 1994, kết quả trận đấu bị ảnh hưởng bởi quyết định không chính xác của trọng tài. Ngay cả người Brasil cũng ngạc nhiên khi trọng tài Peter Prendergast không công nhận bàn thắng mở tỉ số của Marc Wilmots. Kết cục Bỉ thua 0–2. Huấn luyện viên Brasil Luiz Felipe Scolari thừa nhận sau giải rằng Những con quỷ đỏ là đối thủ khó khăn nhất của Brasil ở giải này. Bỉ giành được giải thưởng fair-play (cho đội bóng chơi đẹp). Marc Wilmots cân bằng kỉ lục tham dự 4 kì World Cup của Enzo Scifo và Franky Van Der Elst, tuy nhiên lần tham dự đầu tiên Wilmots không được ra sân. Wilmots cũng lập kỉ lục ghi bàn cho Bỉ tại các kì World Cup với 5 bàn thắng.
Sau World Cup 2002, phong độ đội tuyển không tốt khi họ không vượt qua vòng loại ở 2 kỳ World Cup 2006 và 2010. Năm 2014, với lứa cầu thủ tài năng mới, Bỉ lọt vào đến tứ kết nhưng để thua Argentina. World Cup 2018 được xem là bước ngoặt lớn khi lứa cầu thủ này đã xuất sắc giành huy chương đồng. Tuy nhiên, đội lại gây thất vọng tại World Cup 2022 khi phải dừng bước từ vòng bảng, dù chỉ gặp những đối thủ không được đánh giá cao là Croatia, Maroc và Canada.
| Năm       | Thành tích               | Thứ hạng*                | Số trận                  | Thắng                    | Hòa**                    | Thua                     | Bàn thắng                | Bàn thua                 |
| --------- | ------------------------ | ------------------------ | ------------------------ | ------------------------ | ------------------------ | ------------------------ | ------------------------ | ------------------------ |
| 1930      | Vòng 1                   | 11                       | 2                        | 0                        | 0                        | 2                        | 0                        | 4                        |
| 1934      | Vòng 1                   | 15                       | 1                        | 0                        | 0                        | 1                        | 2                        | 5                        |
| 1938      | Vòng 1                   | 13                       | 1                        | 0                        | 0                        | 1                        | 1                        | 3                        |
| 1950      | Bỏ cuộc                  | Bỏ cuộc                  | Bỏ cuộc                  | Bỏ cuộc                  | Bỏ cuộc                  | Bỏ cuộc                  | Bỏ cuộc                  | Bỏ cuộc                  |
| 1954      | Vòng 1                   | 12                       | 2                        | 0                        | 1                        | 1                        | 5                        | 8                        |
| 1958      | Không vượt qua vòng loại | Không vượt qua vòng loại | Không vượt qua vòng loại | Không vượt qua vòng loại | Không vượt qua vòng loại | Không vượt qua vòng loại | Không vượt qua vòng loại | Không vượt qua vòng loại |
| 1966      | Không vượt qua vòng loại | Không vượt qua vòng loại | Không vượt qua vòng loại | Không vượt qua vòng loại | Không vượt qua vòng loại | Không vượt qua vòng loại | Không vượt qua vòng loại | Không vượt qua vòng loại |
| 1970      | Vòng 1                   | 10                       | 3                        | 1                        | 0                        | 2                        | 4                        | 5                        |
| 1974      | Không vượt qua vòng loại | Không vượt qua vòng loại | Không vượt qua vòng loại | Không vượt qua vòng loại | Không vượt qua vòng loại | Không vượt qua vòng loại | Không vượt qua vòng loại | Không vượt qua vòng loại |
| 1978      | Không vượt qua vòng loại | Không vượt qua vòng loại | Không vượt qua vòng loại | Không vượt qua vòng loại | Không vượt qua vòng loại | Không vượt qua vòng loại | Không vượt qua vòng loại | Không vượt qua vòng loại |
| 1982      | Vòng 2                   | 10                       | 5                        | 2                        | 1                        | 2                        | 3                        | 5                        |
| 1986      | Hạng tư                  | 4                        | 7                        | 2                        | 2                        | 3                        | 12                       | 15                       |
| 1990      | Vòng 2                   | 11                       | 4                        | 2                        | 0                        | 2                        | 6                        | 4                        |
| 1994      | Vòng 2                   | 11                       | 4                        | 2                        | 0                        | 2                        | 4                        | 4                        |
| 1998      | Vòng 1                   | 19                       | 3                        | 0                        | 3                        | 0                        | 3                        | 3                        |
| 2002      | Vòng 2                   | 14                       | 4                        | 1                        | 2                        | 1                        | 6                        | 7                        |
| 2006      | Không vượt qua vòng loại | Không vượt qua vòng loại | Không vượt qua vòng loại | Không vượt qua vòng loại | Không vượt qua vòng loại | Không vượt qua vòng loại | Không vượt qua vòng loại | Không vượt qua vòng loại |
| 2010      | Không vượt qua vòng loại | Không vượt qua vòng loại | Không vượt qua vòng loại | Không vượt qua vòng loại | Không vượt qua vòng loại | Không vượt qua vòng loại | Không vượt qua vòng loại | Không vượt qua vòng loại |
| 2014      | Tứ kết                   | 6                        | 5                        | 4                        | 0                        | 1                        | 6                        | 3                        |
| 2018      | Hạng ba                  | 3                        | 7                        | 6                        | 0                        | 1                        | 16                       | 6                        |
| 2022      | Vòng 1                   | 23                       | 3                        | 1                        | 1                        | 1                        | 1                        | 2                        |
| 2026      | Chưa xác định            | Chưa xác định            | Chưa xác định            | Chưa xác định            | Chưa xác định            | Chưa xác định            | Chưa xác định            | Chưa xác định            |
| 2030      | Chưa xác định            | Chưa xác định            | Chưa xác định            | Chưa xác định            | Chưa xác định            | Chưa xác định            | Chưa xác định            | Chưa xác định            |
| 2034      | Chưa xác định            | Chưa xác định            | Chưa xác định            | Chưa xác định            | Chưa xác định            | Chưa xác định            | Chưa xác định            | Chưa xác định            |
| Tổng cộng | 14/22 Hạng ba            | 14/22 Hạng ba            | 51                       | 21                       | 10                       | 20                       | 69                       | 74                       |

*Thứ hạng không chính thức dựa trên vòng đấu mà đội bóng lọt vào và điểm số đạt được với các đội bóng cùng vào một vòng đấu.
**Tính cả các trận hòa ở các vòng đấu loại trực tiếp phải giải quyết bằng sút phạt đền luân lưu.

### Thế vận hội
Bỉ từng đoạt huy chương vàng môn bóng đá tại Thế vận hội Mùa hè 1920 và huy chương đồng Thế vận hội Mùa hè 1900.
- (Nội dung thi đấu dành cho cấp đội tuyển quốc gia cho đến kỳ Đại hội năm 1988)

| Năm           | Thành tích               | Số trận                  | Thắng                    | Hòa                      | Thua                     | Bàn thắng                | Bàn thua                 |
| ------------- | ------------------------ | ------------------------ | ------------------------ | ------------------------ | ------------------------ | ------------------------ | ------------------------ |
| 1900          | Hạng ba                  | 1                        | 0                        | 0                        | 1                        | 2                        | 6                        |
| 1904 đến 1912 | Không tham dự            | Không tham dự            | Không tham dự            | Không tham dự            | Không tham dự            | Không tham dự            | Không tham dự            |
| 1920          | Huy chương vàng          | 3                        | 3                        | 0                        | 0                        | 8                        | 1                        |
| 1924          | Vòng 2                   | 1                        | 0                        | 0                        | 1                        | 1                        | 8                        |
| 1928          | Tứ kết                   | 3                        | 1                        | 0                        | 2                        | 9                        | 12                       |
| 1936 đến 1976 | Không tham dự            | Không tham dự            | Không tham dự            | Không tham dự            | Không tham dự            | Không tham dự            | Không tham dự            |
| 1980 đến 1984 | Không vượt qua vòng loại | Không vượt qua vòng loại | Không vượt qua vòng loại | Không vượt qua vòng loại | Không vượt qua vòng loại | Không vượt qua vòng loại | Không vượt qua vòng loại |
| 1988          | Không tham dự            | Không tham dự            | Không tham dự            | Không tham dự            | Không tham dự            | Không tham dự            | Không tham dự            |
| Tổng cộng     | 1 lần vô địch            | 8                        | 4                        | 0                        | 4                        | 20                       | 27                       |

### Giải vô địch châu Âu
Thành tích của Bỉ tại Giải vô địch bóng đá châu Âu tốt hơn so với World Cup. Thành tích tốt nhất của đội là ngôi á quân năm 1980 tại Ý sau khi thua sát nút 1–2 trước Tây Đức trong trận chung kết. Bỉ là chủ nhà (hoặc đồng chủ nhà) 2 lần, xếp thứ ba năm 1972 và gây thất vọng trong năm 2000 khi là đội chủ nhà đầu tiên bị loại ngay từ vòng bảng.
Sau Euro 2000, phong độ đội tuyển không tốt khi họ không vượt qua vòng loại ở 3 kỳ Euro 2004, 2008 và 2012. Năm 2016 và 2020, với lứa cầu thủ tài năng mới, Bỉ lọt vào đến tứ kết nhưng để thua Xứ Wales và Ý. Bỉ vẫn không thể đạt thành tích tốt hơn khi phải dừng bước tại vòng 16 đội Euro 2024 sau thất bại trước Pháp.
| Năm           | Thành tích               | Số trận                  | Thắng                    | Hòa                      | Thua                     | Bàn thắng                | Bàn thua                 |
| ------------- | ------------------------ | ------------------------ | ------------------------ | ------------------------ | ------------------------ | ------------------------ | ------------------------ |
| 1960 đến 1968 | Không vượt qua vòng loại | Không vượt qua vòng loại | Không vượt qua vòng loại | Không vượt qua vòng loại | Không vượt qua vòng loại | Không vượt qua vòng loại | Không vượt qua vòng loại |
| 1972          | Hạng ba                  | 2                        | 1                        | 0                        | 1                        | 3                        | 3                        |
| 1976          | Không vượt qua vòng loại | Không vượt qua vòng loại | Không vượt qua vòng loại | Không vượt qua vòng loại | Không vượt qua vòng loại | Không vượt qua vòng loại | Không vượt qua vòng loại |
| 1980          | Á quân                   | 4                        | 1                        | 2                        | 1                        | 4                        | 4                        |
| 1984          | Vòng 1                   | 3                        | 1                        | 0                        | 2                        | 4                        | 8                        |
| 1988 đến 1996 | Không vượt qua vòng loại | Không vượt qua vòng loại | Không vượt qua vòng loại | Không vượt qua vòng loại | Không vượt qua vòng loại | Không vượt qua vòng loại | Không vượt qua vòng loại |
| 2000          | Vòng 1                   | 3                        | 1                        | 0                        | 2                        | 2                        | 5                        |
| 2004 đến 2012 | Không vượt qua vòng loại | Không vượt qua vòng loại | Không vượt qua vòng loại | Không vượt qua vòng loại | Không vượt qua vòng loại | Không vượt qua vòng loại | Không vượt qua vòng loại |
| 2016          | Tứ kết                   | 5                        | 3                        | 0                        | 2                        | 9                        | 5                        |
| 2020          | Tứ kết                   | 5                        | 4                        | 0                        | 1                        | 9                        | 3                        |
| 2024          | Vòng 2                   | 4                        | 1                        | 1                        | 2                        | 2                        | 2                        |
| 2028          | Chưa xác định            | Chưa xác định            | Chưa xác định            | Chưa xác định            | Chưa xác định            | Chưa xác định            | Chưa xác định            |
| 2032          | Chưa xác định            | Chưa xác định            | Chưa xác định            | Chưa xác định            | Chưa xác định            | Chưa xác định            | Chưa xác định            |
| Tổng cộng     | 1 lần á quân             | 26                       | 12                       | 3                        | 11                       | 33                       | 30                       |

### UEFA Nations League
| Thành tích tại UEFA Nations League | Thành tích tại UEFA Nations League | Thành tích tại UEFA Nations League | Thành tích tại UEFA Nations League | Thành tích tại UEFA Nations League | Thành tích tại UEFA Nations League | Thành tích tại UEFA Nations League | Thành tích tại UEFA Nations League | Thành tích tại UEFA Nations League | Thành tích tại UEFA Nations League |
| Mùa giải                           | Hạng đấu                           | Bảng                               | Pos                                | Pld                                | W                                  | D                                  | L                                  | GF                                 | GA                                 |
| ---------------------------------- | ---------------------------------- | ---------------------------------- | ---------------------------------- | ---------------------------------- | ---------------------------------- | ---------------------------------- | ---------------------------------- | ---------------------------------- | ---------------------------------- |
| 2018–19                            | A                                  | Vòng bảng                          | 5th                                | 4                                  | 3                                  | 0                                  | 1                                  | 9                                  | 6                                  |
| 2020–21                            | A                                  | Hạng tư                            | 4th                                | 6                                  | 5                                  | 0                                  | 1                                  | 16                                 | 6                                  |
| 2022–23                            | A                                  | Vòng bảng                          | 7th                                | 6                                  | 3                                  | 1                                  | 2                                  | 11                                 | 8                                  |
| Tổng cộng                          | Tổng cộng                          | 1 lần hạng tư                      | 3/3                                | 16                                 | 11                                 | 1                                  | 4                                  | 36                                 | 20                                 |

## Danh hiệu
- Vô địch thế giới: 0

Hạng ba: 2018
- Vô địch châu Âu: 0

Á quân: 1980
Hạng ba: 1972
- Bóng đá nam tại Olympic:

 1920
 1900

## Lịch thi đấu

### 2024
| 23 tháng 3 Giao hữu | Cộng hòa Ireland | 0–0      | Bỉ | Dublin, Ireland                                                                        |  |
| 20:45               |                  | Chi tiết |    | Sân vận động: Sân vận động Aviva Lượng khán giả: 38,128 Trọng tài: Rohit Saggi (Na Uy) |  |

| 26 tháng 3 Giao hữu | Anh                                    | 2–2      | Bỉ                   | London, Anh                                                                                  |  |
| 20:45               | - Toney 17' (ph.đ.) - Bellingham 90+5' | Chi tiết | - Tielemans 11', 36' | Sân vận động: Sân vận động Wembley Lượng khán giả: 80,733 Trọng tài: Sebastian Gishamer (Áo) |  |

| 5 tháng 6 Giao hữu | Bỉ                                       | 2–0      | Montenegro | Brussels, Bỉ                                                                           |  |
| 20:30              | - De Bruyne 44' - Trossard 90+3' (ph.đ.) | Chi tiết |            | Sân vận động: Sân vận động Nhà vua Baudouin Trọng tài: Kristoffer Karlsson (Thụy Điển) |  |

| 8 tháng 6 Giao hữu | Bỉ                                       | 3–0      | Luxembourg | Brussels, Bỉ                                                                     |  |
| 20:00              | - Lukaku 42' (ph.đ.), 57' - Trossard 81' | Chi tiết |            | Sân vận động: Sân vận động Nhà vua Baudouin Trọng tài: Paweł Raczkowski (Ba Lan) |  |

| 17 tháng 6 Bảng E UEFA Euro 2024 | Bỉ | 0–1      | Slovakia     | Frankfurt, Đức                                                                            |  |
| 18:00                            |    | Chi tiết | - Schranz 7' | Sân vận động: Waldstadion Lượng khán giả: 45,181 Trọng tài: Halil Umut Meler (Thổ Nhĩ Kỳ) |  |

| 22 tháng 6 Bảng E UEFA Euro 2024 | Bỉ                             | 2–0      | România | Cologne, Đức                                                                                  |  |
| 21:00                            | - Tielemans 2' - De Bruyne 80' | Chi tiết |         | Sân vận động: RheinEnergieStadion Lượng khán giả: 42,535 Trọng tài: Szymon Marciniak (Ba Lan) |  |

| 26 tháng 6 Bảng E UEFA Euro 2024 | Ukraina | 0–0      | Bỉ | Stuttgart, Đức                                                                |  |
| 18:00                            |         | Chi tiết |    | Sân vận động: MHPArena Lượng khán giả: 54,000 Trọng tài: Anthony Taylor (Anh) |  |

| 1 tháng 7 Vòng 16 đội UEFA Euro 2024 | Pháp                    | 1–0      | Bỉ | Düsseldorf, Đức                                                                             |  |
| 18:00                                | - Vertonghen 85' (l.n.) | Chi tiết |    | Sân vận động: Merkur Spiel-Arena Lượng khán giả: 46,810 Trọng tài: Glenn Nyberg (Thụy Điển) |  |

| 6 tháng 9 UEFA Nations League 2024–25 | Bỉ                                           | 3-1      | Israel                | Debrecen, Hungary                                                                      |  |
| 20:45                                 | - De Bruyne 21', 52' (ph.đ.) - Tielemans 48' | Chi tiết | - Castagne 36' (l.n.) | Sân vận động: Sân vận động Nagyerdei Lượng khán giả: 0 Trọng tài: Michael Oliver (Anh) |  |

| 9 tháng 9 UEFA Nations League 2024–25 | Pháp                           | 2-0      | Bỉ | Décines-Charpieu, Pháp                                                                       |  |
| 20:45                                 | - Kolo Muani 29' - Dembélé 57' | Chi tiết |    | Sân vận động: Parc Olympique Lyonnais Lượng khán giả: 42,358 Trọng tài: Tobias Stieler (Đức) |  |

| 10 tháng 10 UEFA Nations League 2024–25 | Ý                           | 2–2      | Bỉ                             | Rome, Ý                                                                             |  |
| 20:45                                   | - Cambiaso 1' - Retegui 24' | Chi tiết | - De Cuyper 42' - Trossard 61' | Sân vận động: Stadio Olimpico Lượng khán giả: 44,297 Trọng tài: Espen Eskås (Na Uy) |  |

| 14 tháng 10 UEFA Nations League 2024–25 | Bỉ             | 1–2      | Pháp                          | Brussels, Bỉ |  |
| 20:45                                   | - Openda 45+3' | Chi tiết | - Kolo Muani 35' (ph.đ.), 62' | Sân vận động: Sân vận động King Baudouin Lượng khán giả: 39,731 Trọng tài: Irfan Peljto (Bosnia và Herzegovina) |  |

| 14 tháng 11 UEFA Nations League 2024–25 | Bỉ | 0–1      | Ý            | Brussels, Bỉ                                                                                       |  |
| 20:45                                   |    | Chi tiết | - Tonali 11' | Sân vận động: Sân vận động King Baudouin Lượng khán giả: 41,367 Trọng tài: Radu Petrescu (Romania) |  |

| 17 tháng 11 UEFA Nations League 2024–25 | Israel     | 1–0      | Bỉ | Budapest, Hungary                                                                 |  |
| 20:45                                   | - Shua 86' | Chi tiết |    | Sân vận động: Bozsik Aréna Lượng khán giả: 675 Trọng tài: Sebastian Gishamer (Áo) |  |

### 2025
| 20 tháng 3 UEFA Nations League 2024–25 | Ukraina | v        | Bỉ | TBD               |  |
| 20:45                                  |         | Chi tiết |    | Sân vận động: TBD |  |

| 23 tháng 3 UEFA Nations League 2024–25 | Bỉ | v        | Ukraina | Brussels, Bỉ                             |  |
| 20:45                                  |    | Chi tiết |         | Sân vận động: Sân vận động King Baudouin |  |

| 6 tháng 6 Vòng loại FIFA World cup 2026 | Bắc Macedonia | v        | Bỉ | Bắc Macedonia |  |
| 20:45                                   |               | Chi tiết |    |               |  |

| 9 tháng 6 Vòng loại FIFA World cup 2026 | Bỉ | v        | Wales | Bỉ |  |
| 20:45                                   |    | Chi tiết |       |    |  |

| 4 tháng 9 Vòng loại FIFA World cup 2026 | Liechtenstein | v        | Bỉ | Liechtenstein |  |
| 20:45                                   |               | Chi tiết |    |               |  |

| 7 tháng 9 Vòng loại FIFA World cup 2026 | Bỉ | v        | Kazakhstan | Bỉ |  |
| 20:45                                   |    | Chi tiết |            |    |  |

| 10 tháng 10 Vòng loại FIFA World cup 2026 | Bỉ | v        | Bắc Macedonia | Bỉ |  |
| 20:45                                     |    | Chi tiết |               |    |  |

| 13 tháng 10 Vòng loại FIFA World cup 2026 | Wales | v        | Bỉ | Wales |  |
| 19:45                                     |       | Chi tiết |    |       |  |

| 15 Tháng 11 Vòng loại FIFA World cup 2026 | Kazakhstan | v        | Bỉ | Kazakhstan |  |
| 19:00                                     |            | Chi tiết |    |            |  |

| 18 Tháng 11 Vòng loại FIFA World cup 2026 | Bỉ | v        | Liechtenstein | Bỉ |  |
| 20:45                                     |    | Chi tiết |               |    |  |

## Cầu thủ

### Cầu thủ khoác áo đội tuyển nhiều nhất

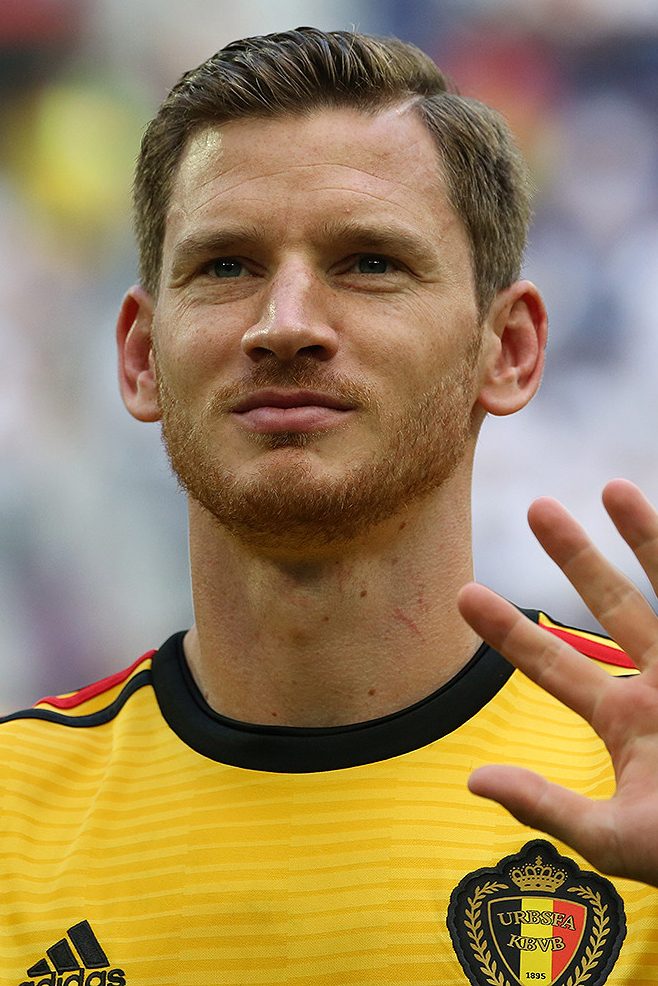
Jan Vertonghen là cầu thủ khoác áo đội tuyển Bỉ nhiều nhất với 157 trận.

Tính đến 1 tháng 7 năm 2024, 10 cầu thủ khoác áo đội tuyển Bỉ nhiều lần nhất là:
| #  | Cầu thủ           | Năm thi đấu | Số trận | Bàn thắng | Vị trí           |
| -- | ----------------- | ----------- | ------- | --------- | ---------------- |
| 1  | Jan Vertonghen    | 2007–2024   | 157     | 10        | Hậu vệ           |
| 2  | Axel Witsel       | 2008–       | 132     | 12        | Tiền vệ          |
| 3  | Toby Alderweireld | 2009–2022   | 127     | 5         | Hậu vệ           |
| 4  | Eden Hazard       | 2008–2022   | 126     | 33        | Tiền đạo         |
| 5  | Romelu Lukaku     | 2010–       | 119     | 85        | Tiền đạo         |
| 6  | Dries Mertens     | 2011–2022   | 109     | 21        | Tiền đạo         |
| 7  | Kevin De Bruyne   | 2010–       | 105     | 28        | Tiền vệ          |
| 8  | Thibaut Courtois  | 2011–       | 102     | 0         | Thủ môn          |
| 9  | Jan Ceulemans     | 1977–1991   | 96      | 23        | Tiền vệ/Tiền đạo |
| 10 | Timmy Simons      | 2001–2013   | 94      | 6         | Hậu vệ/Tiền vệ   |

### Cầu thủ ghi nhiều bàn thắng nhất

Romelu Lukaku là cầu thủ ghi nhiều bàn thắng nhất cho đội tuyển Bỉ với 85 bàn.

Tính đến 1 tháng 7 năm 2024, 10 cầu thủ ghi nhiều bàn thắng nhất cho đội tuyển Bỉ là:
| # | Cầu thủ          | Năm thi đấu | Bàn thắng | Số trận | Vị trí           | Hiệu suất |
| - | ---------------- | ----------- | --------- | ------- | ---------------- | --------- |
| 1 | Romelu Lukaku    | 2010–       | 85        | 119     | Tiền đạo         | 0.71      |
| 2 | Eden Hazard      | 2008–2022   | 33        | 126     | Tiền vệ/Tiền đạo | 0.26      |
| 3 | Bernard Voorhoof | 1928–1940   | 30        | 61      | Tiền đạo         | 0.49      |
| 3 | Paul Van Himst   | 1960–1974   | 30        | 81      | Tiền đạo         | 0.37      |
| 5 | Marc Wilmots     | 1990–2002   | 29        | 70      | Tiền vệ          | 0.41      |
| 6 | Joseph Mermans   | 1945–1956   | 27        | 56      | Tiền đạo         | 0.48      |
| 6 | Kevin De Bruyne  | 2010–       | 28        | 105     | Tiền vệ          | 0.27      |
| 6 | Michy Batshuayi  | 2015–       | 27        | 55      | Tiền đạo         | 0.49      |
| 9 | Ray Braine       | 1925–1939   | 26        | 54      | Tiền đạo         | 0.48      |
| 9 | Robert De Veen   | 1906–1913   | 26        | 23      | Tiền đạo         | 1.13      |

### Đội hình hiện tại
25 cầu thủ dưới đây đã hoàn thành UEFA Nations League 2024–25..

Số liệu thống kê tính đến ngày 17 tháng 11 năm 2024 sau trận gặp Israel.
| Số | VT | Cầu thủ              | Ngày sinh (tuổi)  | Trận | Bàn | Câu lạc bộ        |
| -- | -- | -------------------- | ----------------- | ---- | --- | ----------------- |
| 1  | TM | Koen Casteels        | 25 tháng 6, 1992  | 20   | 0   | Al-Qadsiah        |
| 12 | TM | Maarten Vandevoordt  | 26 tháng 2, 2002  | 0    | 0   | RB Leipzig        |
| 13 | TM | Matz Sels            | 26 tháng 2, 1992  | 8    | 0   | Nottingham Forest |
|    |    |                      |                   |      |     |                   |
| 2  | HV | Zeno Debast          | 24 tháng 10, 2003 | 16   | 0   | Sporting CP       |
| 4  | HV | Wout Faes            | 3 tháng 4, 1998   | 25   | 0   | Leicester City    |
| 17 | HV | Killian Sardella     | 2 tháng 5, 2002   | 1    | 0   | Anderlecht        |
| 20 | HV | Ameen Al-Dakhil      | 6 tháng 3, 2002   | 6    | 0   | VfB Stuttgart     |
| 21 | HV | Timothy Castagne     | 5 tháng 12, 1995  | 53   | 2   | Fulham            |
| 23 | HV | Matte Smets          | 4 tháng 1, 2004   | 1    | 0   | Genk              |
|    |    |                      |                   |      |     |                   |
| 6  | TV | Albert Sambi Lokonga | 22 tháng 10, 1999 | 2    | 0   | Sevilla           |
| 7  | TV | Arthur Vermeeren     | 7 tháng 2, 2005   | 6    | 0   | RB Leipzig        |
| 8  | TV | Arne Engels          | 8 tháng 9, 2003   | 4    | 0   | Celtic            |
| 18 | TV | Orel Mangala         | 18 tháng 3, 1998  | 23   | 0   | Everton           |
|    |    |                      |                   |      |     |                   |
| 9  | TĐ | Loïs Openda          | 16 tháng 2, 2000  | 26   | 3   | RB Leipzig        |
| 11 | TĐ | Leandro Trossard     | 4 tháng 12, 1994  | 41   | 10  | Arsenal           |
| 14 | TĐ | Dodi Lukebakio       | 24 tháng 9, 1997  | 24   | 2   | Sevilla           |
| 15 | TĐ | Samuel Mbangula      | 16 tháng 1, 2004  | 0    | 0   | Juventus          |
| 19 | TĐ | Johan Bakayoko       | 20 tháng 4, 2003  | 18   | 1   | PSV Eindhoven     |
| 22 | TĐ | Norman Bassette      | 9 tháng 11, 2004  | 1    | 0   | Coventry City     |

### Triệu tập gần đây
| Vt | Cầu thủ                      | Ngày sinh (tuổi)  | Số trận | Bt | Câu lạc bộ          | Lần cuối triệu tập              |
| --- | ---------------------------- | ----------------- | ------- | -- | ------------------- | ------------------------------- |
| TM | Ortwin De Wolf               | 23 tháng 4, 1997  | 0       | 0  | Mechelen            | v. Pháp, 14 October 2024        |
| TM | Thomas Kaminski              | 23 tháng 10, 1992 | 1       | 0  | Luton Town          | v. Pháp, 9 September 2024       |
| TM | Arnaud Bodart                | 11 tháng 3, 1998  | 0       | 0  | Standard Liège      | v. Anh, 26 March 2024           |
| |                              |                   |         |    |                     |                                 |
| HV | Arthur Theate                | 25 tháng 5, 2000  | 23      | 0  | Eintracht Frankfurt | v. Israel, 17 November 2024 INJ |
| HV | Maxim De Cuyper              | 22 tháng 12, 2000 | 6       | 1  | Club Brugge         | v. Israel, 17 November 2024 INJ |
| HV | Joaquin Seys                 | 28 tháng 3, 2005  | 0       | 0  | Club Brugge         | v. Ý, 14 November 2024 INJ      |
| HV | Sebastiaan Bornauw           | 22 tháng 3, 1999  | 4       | 0  | VfL Wolfsburg       | v. Pháp, 14 October 2024        |
| HV | Koni De Winter               | 12 tháng 6, 2002  | 1       | 0  | Genoa               | v. Pháp, 14 October 2024        |
| HV | Thomas Meunier               | 12 tháng 9, 1991  | 67      | 8  | Lille               | v. Pháp, 9 September 2024       |
| HV | Jan Vertonghen               | 24 tháng 4, 1987  | 157     | 10 | Anderlecht          | UEFA Euro 2024 RET              |
| |                              |                   |         |    |                     |                                 |
| TV | Amadou Onana                 | 16 tháng 8, 2001  | 20      | 0  | Aston Villa         | v. Israel, 17 November 2024 INJ |
| TV | Roméo Lavia                  | 6 tháng 1, 2004   | 1       | 0  | Chelsea             | v. Israel, 17 November 2024 INJ |
| TV | Charles De Ketelaere         | 10 tháng 3, 2001  | 20      | 2  | Atalanta            | v. Ý, 14 November 2024 INJ      |
| TV | Malick Fofana                | 31 tháng 3, 2005  | 1       | 0  | Lyon                | v. Ý, 14 November 2024 INJ      |
| TV | Youri Tielemans              | 7 tháng 5, 1997   | 74      | 9  | Aston Villa         | v. Pháp, 14 October 2024        |
| TV | Aster Vranckx                | 4 tháng 10, 2002  | 9       | 0  | VfL Wolfsburg       | v. Pháp, 14 October 2024        |
| TV | Kevin De Bruyne (Đội trưởng) | 28 tháng 6, 1991  | 107     | 30 | Manchester City     | v. Pháp, 9 September 2024       |
| TV | Alexis Saelemaekers          | 27 tháng 6, 1999  | 12      | 1  | Roma                | v. Pháp, 9 September 2024       |
| TV | Axel Witsel                  | 12 tháng 1, 1989  | 132     | 12 | Atlético Madrid     | UEFA Euro 2024                  |
| TV | Mandela Keita                | 10 tháng 5, 2002  | 1       | 0  | Parma               | UEFA Euro 2024 PRE              |
| TV | Olivier Deman                | 6 tháng 4, 2000   | 3       | 0  | Werder Bremen       | v. Anh, 26 March 2024           |
| |                              |                   |         |    |                     |                                 |
| TĐ | Romelu Lukaku (Đội phó)      | 13 tháng 5, 1993  | 120     | 85 | Napoli              | v. Israel, 17 November 2024 INJ |
| TĐ | Jérémy Doku                  | 27 tháng 5, 2002  | 30      | 2  | Manchester City     | v. Ý, 14 November 2024 INJ      |
| TĐ | Cyril Ngonge                 | 26 tháng 5, 2000  | 1       | 0  | Napoli              | v. Pháp, 14 October 2024        |
| TĐ | Julien Duranville            | 5 tháng 5, 2006   | 2       | 0  | Borussia Dortmund   | v. Pháp, 9 September 2024       |
| TĐ | Yannick Carrasco             | 4 tháng 9, 1993   | 78      | 11 | Al-Shabab           | UEFA Euro 2024                  |
| TĐ | Michy Batshuayi              | 2 tháng 10, 1993  | 55      | 27 | Galatasaray         | v. Anh, 26 March 2024           |
| - RET Đã giã từ đội tuyển quốc gia - INJ Chấn thương của cầu thủ - ILL Bệnh của cầu thủ - U21 Chuyển sang đội U21 - WD Cầu thủ đã rút khỏi đội vì vấn đề không liên quan đến chấn thương |                              |                   |         |    |                     |                                 |

## Huấn luyện viên
Trước năm 1910, một hội đồng của Hiệp hội bóng đá Bỉ đứng ra lựa chọn cầu thủ.
| - 1910-1913: William Maxwell - 1914: Charles Bunyan - 1920-1928: William Maxwell - 1928-1930: Victor Löwenfelt - 1930-1934: Hector Goetinck - 1935: Jules Turnauer - 1935-1940: Jack Butler - 1944-1946: François Demol - 1947-1953: Bill Gormlie - 1953-1954: Dougall Livingstone - 1955-1957: André Vandeweyer - 1957: Louis Nicolay (tạm quyền) - 1957-1958: Geza Toldi - 1958-1968: Constant Vanden Stock - 1968-1976: Raymond Goethals - 1976-1989: Guy Thys | - 1989-1990: Walter Meeuws - 1990-1991: Guy Thys - 1991-1996: Paul Van Himst - 1996-1996: Wilfried Van Moer - 1997-1999: Georges Leekens - 1999-2002: Robert Waseige - 2002-2005: Aimé Anthuenis - 2006 - 4/2009: René Vandereycken - 5/2009 - 9/2009: Franky Vercauteren - 10/2009 - 4/2010: Dick Advocaat - 5/2010 - 5/2012: Georges Leekens - 5/2012 - 8/2016: Marc Wilmots - 8/2016 - 11/2022 Roberto Martínez |